# Kangarosa pandura
Kangarosa pandura Framenau, 2010 è un ragno appartenente alla famiglia Lycosidae.

## Etimologia
Il nome proprio della specie deriva dal latino pandura, cioè lira a tre corde, mandola, in inglese fiddle, riferendosi alla località tipo di rinvenimento degli esemplari: Fiddlers Green Creek Bridge, nello stato di Victoria.

## Caratteristiche
L'olotipo femminile rinvenuto ha lunghezza totale è di 11,88mm; la lunghezza del cefalotorace è di 6,00mm, e la larghezza è di 4,63mm.

## Distribuzione
La specie è stata reperita in Australia: nelle località di Fiddlers Green Creek Bridge e di Flat Rock Creek, appartenenti allo stato di Victoria. Inoltre sono stati rinvenuti esemplari nel Nuovo Galles del Sud e nel Territorio della capitale australiana.

## Tassonomia
Al 2017 non sono note sottospecie e dal 2010 non sono stati esaminati nuovi esemplari.